# Klaus Hepp
Klaus Hepp (Kiel, 1936) es un físico teórico suizo nacido en Alemania.

## Trayectoria
Hepp trabajó principalmente sobre la teoría cuántica de campos, el campo cuántico relativista, la mecánica estadística cuántica y la física teórica del láser. En la teoría del campo cuántico, dio una prueba completa del teorema de renormalización Bogoliubov-Parasyuk (Hepp y Wolfhart Zimmermann, llamado en su honor el teorema BPHZ). Desde una estancia de investigación 1975/1976 en el MIT, también trabajó en neurociencia (por ejemplo, el efecto recíproco entre sensores de movimiento, sentido visual y movimientos oculares con V. Henn en Zurich).
En 2004 fue premiado con la medalla Max Planck.